# Артикулы Гетманские
Артикулы гетманские — так назывались в Польше собрание гетманских военных постановлений (военных законов), окончательно приведённое Сигизмундом III, и утверждённое варшавским сеймом, в 1609 году.
В Польском государстве существовали артикулы (постановления, правила) касающиеся преимущественно военного (артикулы гетманские) и полицейского дела (артикулы маршалковские).
Это объясняется тем, что гетманы, как высшие военачальники, в разное время по мере надобности издавали особые постановления, то есть артикулы, которые со временем сделались военным кодексом, который и был, наконец, упорядочен и возведён в ранг устава, который теперь должен был неукоснительно исполняться всеми в армии — от коронного гетмана до простого жолкнера.
Этот документ делился на две главы:
1. Часть включала в себя 33 главы с предписаниями, как должен вести себя солдат во время похода, причём нарушение законов наказывалось весьма строго, по большей части смертью (оскорбление начальника, порча стен в крепости, поединки, задержание гетманских универсалов, неисполнение гетманских распоряжений, бегство с поля битвы, грабёж и так далее). Когда, во время похода, солдат или офицер, силой отнимал у крестьян фураж и не давал им за это гетманской квитанции, его судили за воровство.
2. Часть занимает 37 глав и даёт предписания относительно сохранения порядка в войске в походе, в лагере или вот время битвы[3]